# New Eastern Europe
New Eastern Europe (с англ. — «Новая Восточная Европа») — журнал политических новостей, выходящий раз в два месяца, базирующийся в Кракове, Польша. В журнале публикуются статьи о новостях и событиях, связанных с Центральной и Восточной Европой.

## Обзор
Штаб-квартира «New Eastern Europe» находится в Кракове. Журнал был впервые опубликован в 2011 году. Журнал публикует новости и авторские статьи о странах бывшего Восточного блока. Издатели: Колледж Восточной Европы имени Яна Новака-Езеранского и Европейский центр Солидарности. Журнал выходит раз в два месяца на английском языке.